# Sim-only
Sim-onlyabonnementen (vaak simpelweg sim-only, sim only of simonly) zijn mobieletelefoonabonnementen, zonder een nieuwe gsm.

## Werkwijze
De klant betaalt alleen voor de aansluiting op het netwerk en het gebruik van het netwerk en krijgt daarvoor enkel een (nieuwe) simkaart maar geen nieuwe gsm. De abonnementsvorm is bedoeld voor klanten die geen nieuwe gsm nodig hebben of voor klanten die los van het abonnement een toestel willen kopen.
In een abonnement waarbij zowel toestel als abonnement geleverd wordt is het toestel goedkoop met daarbij een abonnement. De kosten daarvan betalen voor een deel het toestel mee. Dat toestel is daarom voor een bepaalde tijd gelockt: het kan alleen met dit abonnement gebruikt worden, totdat het toestel is 'afbetaald'.
Voor een sim-onlyabonnement is een simlockvrije telefoon benodigd. Toestellen 'verkregen' bij een abonnement kunnen kosteloos simlockvrij gemaakt worden na afloop van een bepaalde periode. De klant kan een sim-onlyabonnement via de meeste netwerken, MVNO's en telecomdealers afsluiten.

## Nederlandse sim-onlyaanbieders
In Nederland worden sim only's aangeboden door verschillende partijen. Meestal zijn dit MVNO's die terug te herleiden zijn naar de vier telecomaanbieders die een eigen netwerk in Nederland hebben. Het sim-onlyabonnement wordt ook door de telecomaanbieders met een netwerklicentie aangeboden.